# Montlouis-sur-Loire
Montlouis-sur-Loire è un comune francese di 10 773 abitanti situato nel dipartimento dell'Indre e Loira nella regione del Centro-Valle della Loira.

## Società

### Evoluzione demografica
Abitanti censiti

## Amministrazione

### Gemellaggi
- Castelvetro di Modena, dal 2002